# Stefan Dohler
Stefan Dohler (* 1966 in Cochem)  ist ein deutscher Manager und seit dem 12. Januar 2018 Vorstandsvorsitzender der EWE AG in Oldenburg. Seit dem 4. Juni 2024 ist er zusätzlich Präsident des Bundesverbands der Energie- und Wasserwirtschaft. Vor seinem Amtsantritt bei der EWE bekleidete Dohler bereits mehrere Führungspositionen in der Energiewirtschaft.

## Leben
Dohler ist gelernter Seemann, Diplom-Ingenieur für Luft- und Raumfahrttechnik und besitzt einen MBA. Seine ersten Berufserfahrungen sammelte er bei Blohm + Voss und Lahmeyer International, bevor er 1998 zum Hamburger Energieversorger HEW (Hamburgische Electricitäts-Werke) wechselte, ein Vorgängerunternehmen von Vattenfall. Dort und später bei Vattenfall übernahm Dohler eine Vielzahl von Führungspositionen in den Bereichen Finance, Networks, Production und Markets. 2012 wurde er Mitglied des Executive Management Teams der Vattenfall-Gruppe. Seit 1. Dezember 2016 bis zum Amtsantritt bei der EWE war Dohler Konzern-Finanzvorstand (CFO) von Vattenfall. Am 4. Juni 2024 wurde er als Nachfolger von Marie-Luise Wolff zum Präsidenten des Bundesverbands der Energie- und Wasserwirtschaft gewählt.

## Vorstandsvorsitzender der EWE
Dohler ist Nachfolger von Matthias Brückmann, der im Februar 2017 nach der sogenannten „Klitschko-Affäre“ fristlos entlassen wurde (siehe dazu Kritik an EWE im Rahmen von Sponsoring).